# Duchi di Napoli
Quello che segue è un elenco cronologico dei duchi napoletani, sovrani del Ducato di Napoli dal 598 (istituzione) al 1137 (annessione al Regno di Sicilia).

Albero genealogico della dinastia Sergii

## Duchi nominati da Bisanzio
- Maurenzio (598 o 599)
- Godiscalco (599-600)
- ... (600-603)
- Gonduino (603-60?)
- ... (60?-610)
- Giovanni di Compsa (prima del 610-616)
- ... (616-661)
- Basilio dal 661 al 666 (nominato dall'imperatore bizantino Costante II);
- Teofilatto I dal 666 al 670;
- Cosma dal 670 al 672;
- Andrea I dal 672 al 677;
- Cesario I dal 677 al 684;
- Stefano I dal 684 al 687;
- Bonello dal 687 al 696;
- Teodosio dal 696 al 706;
- Cesario II dal 706 al 711;
- Giovanni I dal 711 al 719;
- Teodoro I dal 719 al 729;
- Giorgio dal 729 al 739;
- Gregorio I dal 740 al 755;
- Stefano II dal 755 all'800 (stabilì nel 763 l'indipendenza formale dall'impero bizantino, associò al potere il figlio Cesario, poi l'altro figlio Gregorio II dal 788 al 794);
- Teofilatto II dal 794/800 all'801;
- Antimo dall'801 all'818;
- Teoctisto dall'818 c. all'821 (questo periodo fu coperto da un rappresentante dell'impero Bizantino, per porre termine ad una guerra di successione);
- Teodoro II nell'821;
- Stefano III dall'821 all'832;
- Bono dall'832 all'834;
- Leone nell'834;
- Andrea II dall'834 all'840;
- Contardo nell'840.

## Duchi con titolo ereditario
Questi duchi furono più indipendenti dei loro predecessori e non furono scelti dall'imperatore, ma furono i discendenti di Sergio I, che venne eletto dai cittadini.

### Dinastia Sergii
- Sergio I dall'840 all'864 (conte di Cuma);
- Gregorio III dall'864 all'870;
- Sergio II dall'870 all'877;
- Atanasio II dall'878 all'898;
- Gregorio IV dall'898 al 915;
- Giovanni II dal 915 al 919;
- Marino I dal 919 al 928;
- Giovanni III dal 928 al 968;
- Marino II dal 968 al 977;
- Sergio III dal 977 al 998;
- Giovanni IV dal 998 al 1002;
- Sergio IV dal 1002 al 1027 (anno in cui donò la contea di Aversa a Rainulfo Drengot, primo cavaliere normanno in Italia meridionale) - da 1027 al 1030 il ducato fu retto da Pandolfo IV di Capua - (2ª reggenza) dal 1030 al 1036;
- Giovanni V dal 1036 al 1042;
- Sergio V dal 1042 al 1082;
- Sergio VI dal 1082 al 1097 o 1107;
- Giovanni VI dal 1097 o 1107 al 1120/1123;
- Sergio VII dal 1120/1123 al 1137 (conquista normanna di Napoli).